# جنگل نواری

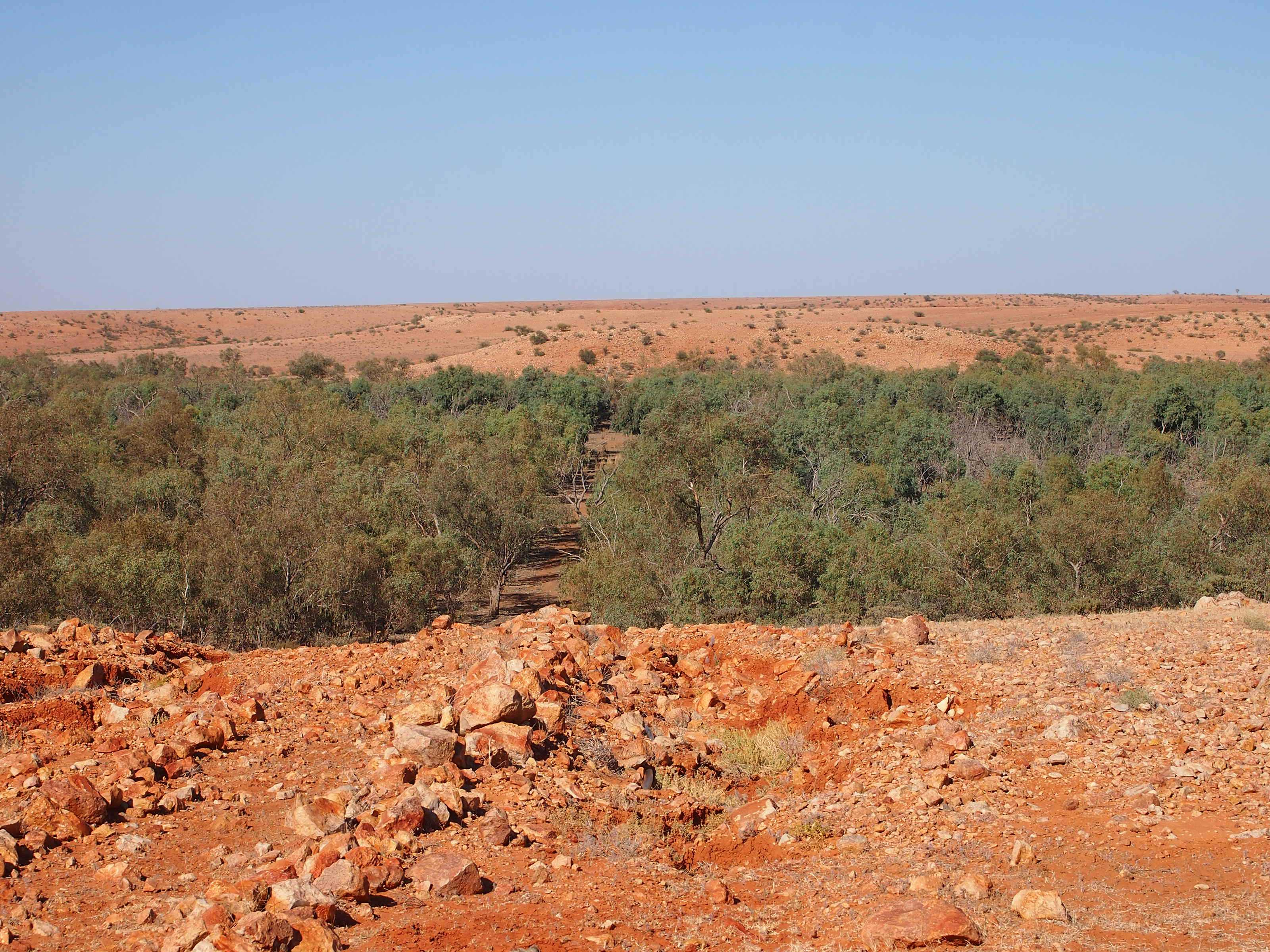
جنگل نواری رودخانه فینکه، استرالیا

جنگل نواری (به انگلیسی: Gallery forest)، جنگلی است که به عنوان راهرویی در امتداد رودخانه‌ها یا تالاب‌ها شکل می‌گیرد و به چشم‌اندازهایی که در غیر این صورت، تنها درختان کمی دارند مانند ساواناها، علفزارها یا بیابان‌ها نمایان می‌شود. جنگل نواری آب و هوای معتدل‌تری را در بالای رودخانه حفظ می‌کند. جنگل‌های نواری که به‌عنوان پوشش گیاهی جنگلی طولانی و باریک مرتبط با رودخانه‌ها تعریف می‌شوند، از نظر ساختاری و گیاه‌شناسی ناهمگن هستند.
زیستگاه این جنگل‌ها با چشم‌انداز پیرامونی متفاوت است، زیرا برای مثال غنی از مواد مغذی یا مرطوب هستند و/یا احتمال آتش‌سوزی کمتری وجود دارد. پهنای جنگل‌ها گاهی تنها چند متر است، زیرا به آبی که در امتداد آن قرار دارند وابستگی دارند.

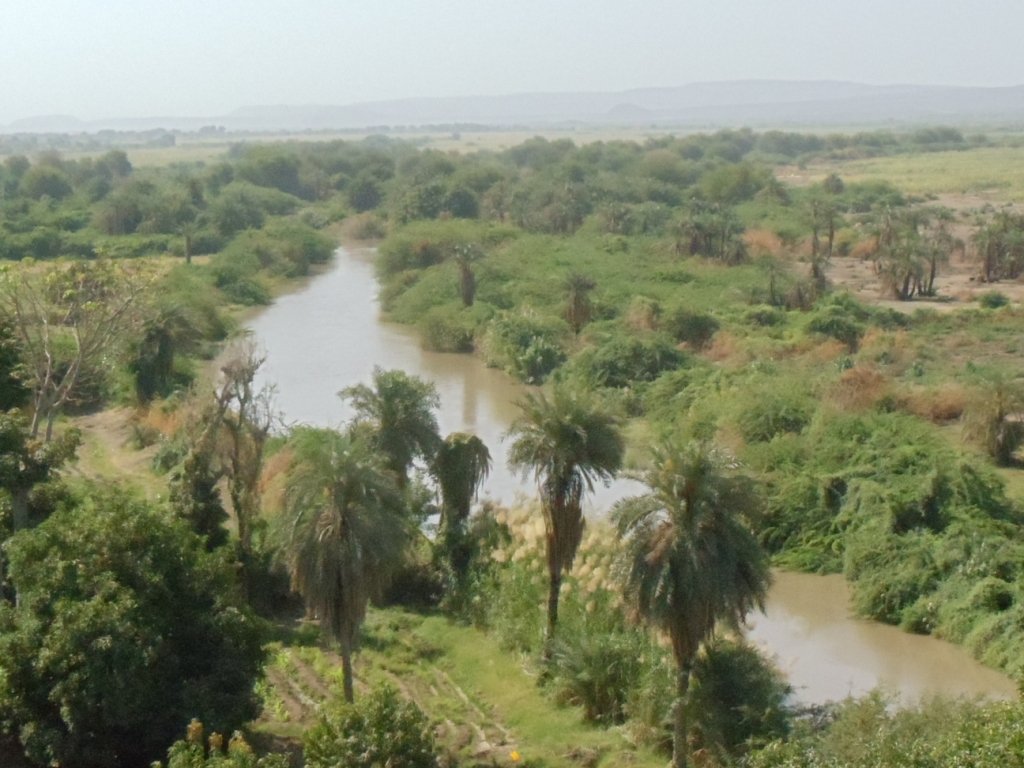
جنگل نواری در امتداد رودخانه آواش در منطقه آفار اتیوپی

گونه‌های انسان اولیه مانند آردی‌کپی رامید، جنوبی‌کپی انامی و انسان رودولفی در جنگل‌های نواری ساکن بوده‌اند.